# Skouphos

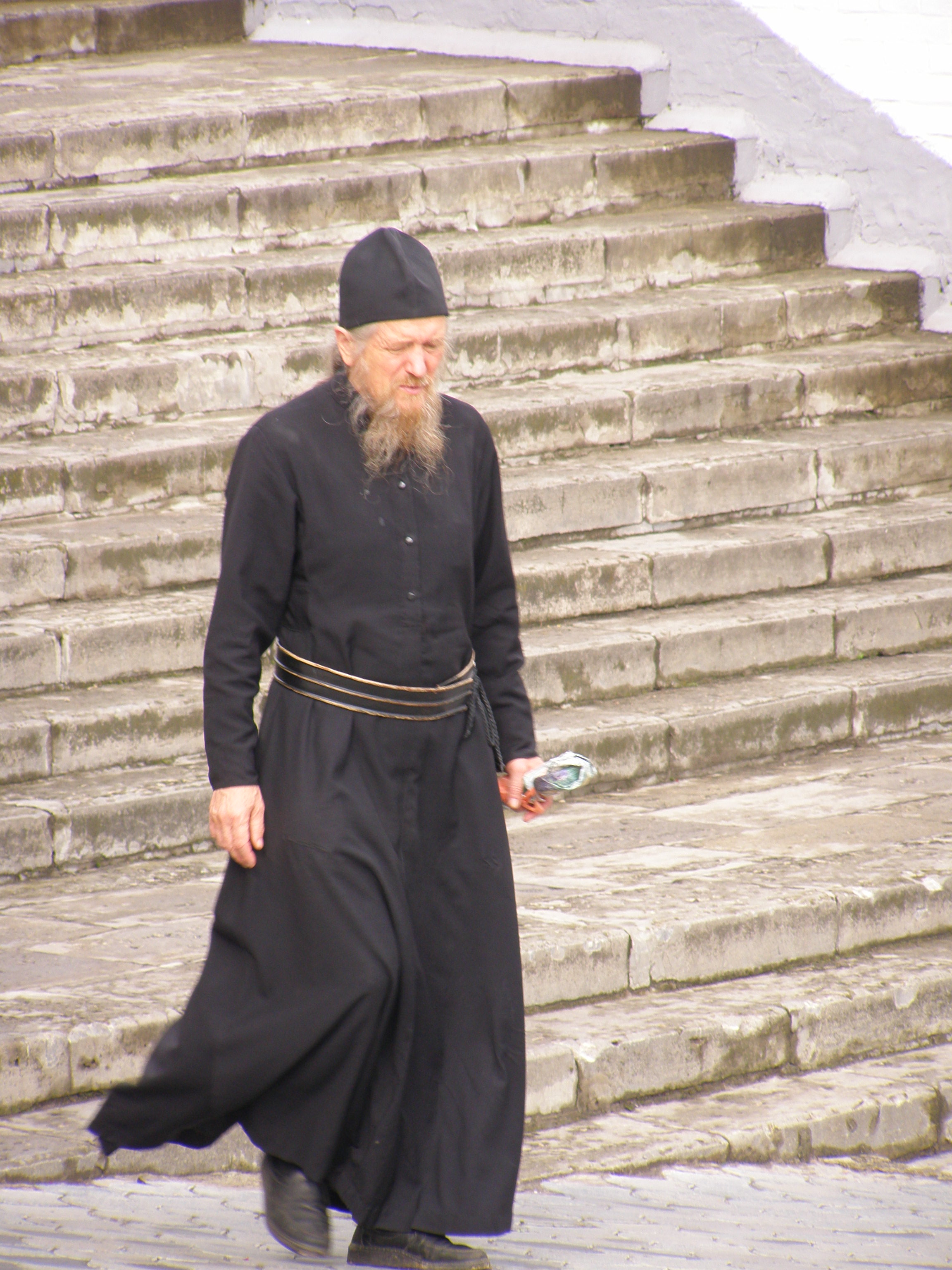
Moine orthodoxe portant un skouphos au monastère de Potchaïev

Le skouphos est le petit couvre-chef que portent quotidiennement les ecclésiastiques et les moines des Églises orthodoxes de toute hiérarchie. Il est sans bord à bout rond et de tissu mou chez les Slaves (скуфия - skoufiya en russe), plat et cylindrique chez les Grecs (σκούφος - skouphos), plat au bord élevé chez les Roumains (scufia).
Le moine reçoit le skouphos dès son noviciat, ou à sa tonsure, suivant les pays. Les moines et les moniales de grande réputation spirituelle ajoutent parfois des croix, des prières ou des séraphins brodés sur leur skouphos. Il est de couleur noire, mais chez les métropolites, ou les archevêques de haut-rang, il est noir ou rouge pourpre avec une petite croix, pour les occasions informelles.
Le religieuses portent le skouphos sur leur voile lorsqu'elles ont atteint une certaine ancienneté.